# Andrew Ornoch
Andrzej Mateusz Ornoch (Varsó, 1985. augusztus 21. –) lengyel származású, kanadai válogatott labdarúgó.

## Mérkőzései a kanadai válogatottban
| #  | Dátum              | Ellenfél     | Eredmény | Kiírás              | Esemény |
| -- | ------------------ | ------------ | -------- | ------------------- | ------- |
| 1. | 2006. november 15. | Magyarország | 0 – 1    | barátságos mérkőzés | 86'     |
| 2. | 2008. november 20. | Jamaica      | 0 – 3    | Vb-selejtező        | 65'     |
| 3. | 2009. május 30.    | Ciprus       | 1 – 0    | barátságos mérkőzés | 80'     |

## Sikerei, díjai
Esbjerg fB:
- Dán labdarúgókupa döntős: 2007–08